# Oedipina pacificensis
Espèce
Synonymes
- Haptoglossa pressicauda Cope, 1893

Statut de conservation UICN

 LC  : Préoccupation mineure
Oedipina pacificensis est une espèce d'urodèles de la famille des Plethodontidae.

## Répartition
Cette espèce est endémique de l'Amérique centrale. Elle se rencontre entre 5 et 730 m d'altitude :
- dans le sud-ouest du Panama ;
- sur le versant Pacifique du Sud-Ouest du Costa Rica.

## Étymologie
Son nom d'espèce, composé de pacific et du suffixe latin -ensis, « qui vit dans, qui habite », lui a été donné en référence au lieu de sa découverte, San Isidro de El General sur le versant versant Pacifique du Costa Rica.

## Publication originale
- Taylor, 1952 : The salamanders and caecilians of Costa Rica. University of Kansas Science Bulletin, vol. 34, no 2, p. 695-791 (texte intégral).